# Microdiaptomus cokeri
Microdiaptomus cokeri is een eenoogkreeftjessoort uit de familie van de Diaptomidae. De wetenschappelijke naam van de soort is voor het eerst geldig gepubliceerd in 1942 door Osorio-Tafall.